# 納氏石脂鯉
納氏石脂鯉，為輻鰭魚綱脂鯉目脂鯉亞目脂鯉科的其中一個種，為熱帶淡水魚，分布於南美洲巴拉那河及聖弗朗西斯科河流域，體長可達29公分，棲息在底中層水域，生活習性不明，可作為觀賞魚、食用魚及養殖魚。

## 扩展阅读
維基物種上的相關：納氏石脂鯉